# Franky Zapata
Franky Zapata (Marsella, 27 de septiembre de 1978) es un piloto profesional francés, campeón mundial de moto acuática e inventor del Flyboard acuático. Dos veces campeón del mundo y siete veces campeón de Europa de jet ski, se hizo internacionalmente famoso durante el desfile del 14 de julio de 2019, cuando voló sobre los Campos Elíseos en un Flyboard Air, desarrollado en conjunto con el ejército francés. Días después, el 25 de julio, probó cruzar el Canal de la Mancha con el Flyboard para celebrar el 110.º aniversario del primer viaje realizado por Louis Blériot en 1909, pero no lo consiguió. Finalmente, en el segundo intento, el 4 de agosto de 2019, Zapata logró cruzar el Canal de la Mancha montado en su tabla voladora.

## Biografía
En 1998, Franky Zapata y su padre Claude fundaron Zapata Racing, un equipo de competición de alto rendimiento de carreras de motos de agua. Obligado a renunciar a su sueño de convertirse en piloto de helicóptero al ser daltónico, Zapata se volcó al mundo del esquí acuático.
A los 16 años, Zapata se consagró campeón de jet ski por primera vez. Desde entonces, ganó en reiteradas oportunidades el Campeonato del Mundo de esquí acuático F1 RUN. En 1998, Zapata comenzó a trabajar en el proyecto de Flyboard con la ambición de fabricar motos de agua que alcanzaran velocidades más altas. Con más de seis títulos europeos y dos mundiales, Franky decidió concentrarse en la invención de dispositivos y así fue como creó su propia marca de ingeniería. Finalmente en 2012, Zapata lanzó su invento al que llamó Flyboard y que marcó el inicio de un nicho de 200 millones de dólares en la industria del Deporte y la Recreación de Hidroduvelos.
Años más tarde, en 2016, Zapata apostó con un amigo de la infancia que construiría una tabla voladora capaz de conseguir el vuelo más largo jamás inscrito en el Libro Guinness de los Récords Mundiales. Así es como nació el Flyboard Air, una plataforma volante propulsada por cinco turborreactores de aire alimentados por queroseno que permiten alcanzar hasta 190 kilómetros por hora. La primera aparición del Flyboard Air fue en un vídeo de YouTube en el que se hacían las primeras pruebas. Pero no fue hasta julio de 2019 que este dispositivo alcanzó su máxima difusión cuando hizo su aparición en el tradicional desfile militar del 14 de julio por los Campos Elíseos de París. Fue precisamente Franky Zapata quien estuvo a cargo de pilotear el dispositivo durante las celebraciones de la fiesta nacional francesa.

## Premios
Zapata ha competido y ganado muchos títulos en carreras de motos acuáticas alrededor del mundo.
- 1996: Campeón Nacional

- 1997: Tercer puesto en el Campeonato Mundial de Orléon RUN F1
- 1998: Campeón Nacional y Europeo RUN F1 
  - Vicecampeón del Mundo Rally Raid Orléon RUN F1
- 1999: Campeón de Europa RUN F1
- 2000: Tour USA  RUN F1
- 2001: King of Bercy - París RUN F1
- 2003: Subcampeón de Europa RUN F1
- 2004: Vicecampeón Europeo RUN F1
  - 3.º Campeón del mundo Rally Raid Orléon RUN F1
- 2005: Campeón de Europa RUN F1
- 2006: Campeón de Europa RUN F1
- 2007: Campeón de Europa RUN F1
  - Campeón del Mundo Rally RAID Orléon RUN F1
  - Vicecampeón del mundo SKI F1 WORLD FINALS
- 2008: Campeón Europeo RUN F1
  - Campeón del Mundo de RUN F1 WORLD FINALS
  - 3.º Campeón del Mundo SKI F1 World FINALS
- 2009: Vicecampeón del mundo SKI F1
- 2010: Campeón de Europa RUN F1

## Inventos

### Flyboard
Zapata comenzó con un presupuesto de 20 000 euros para desarrollar el Flyboard. Después de varios prototipos, finalmente presentó la versión final del dispositivo que se basa en una tabla con propulsión de agua. Este ingenio dio lugar a un nuevo deporte acuático conocido como Flyboarding que requiere de un mecanismo comercializado a través de Zapata Racing. Esta actividad está reservada a los mayores de 16 años y permite elevar a una persona de un peso medio hasta casi 12 metros de altura.  
El diseño del Flyboard consiste en una tabla bajo los pies que cuenta con dos potentes chorros que proporcionan un empuje que permite al usuario elevarse en el aire o sumergirse de cabeza al agua. La tabla va conectada a la toma de agua de la moto acuática y utiliza la fuerza generada por la moto para propulsar a la persona.

### Hoverboard de ZR
Hoverboard by ZR, inventado en 2014, es una mezcla entre una tabla de surf y una de skateboard. Es operado por una moto de agua teledirigida que acciona una bomba de agua y que permite alcanzar una velocidad de 40 kilómetros por hora y una elevación de hasta cinco metros. El aerodeslizador ha sido descontinuado.

### Flyboard Air
En abril de 2016, Zapata introdujo el Flyboard Air, un avión propulsado por cuatro motores micro-turborreactores y capaz de transportar a su piloto en vuelos de varios minutos. El Flyboard Air cuenta con  una sofisticada electrónica que lo mantiene en el aire y estabilizado.

### Proyecto Jet-Racer
Franky Zapata trabaja en un nuevo invento al que llamó Jet-Racer. Se trata de un vehículo volador para el transporte de pasajeros. Este se sostendría en el aire por una decena de mini-turbinas alimentadas a querosen y podría viajar durante 70 km a una velocidad superior a 300 o 400 kilómetros por hora. El vehículo tendrá 20 minutos de autonomía, pesará 60 kilos y tendrá la capacidad de transportar a diez personas al mismo tiempo.
En una entrevista con la cadena francesa BFM TV, Zapata aseguró que su nuevo invento estará listo a finales de 2019.

## Cruce del Canal de la Mancha
El 25 de julio de 2019, Franky Zapata fracasó en su intento de cruzar el Canal de la Mancha con su Flyboard Air. Zapata partió desde un punto cercano a la playa de Sangatte en Pas-de-Calais y debía atravesar los 35 kilómetros que separan al Reino Unido de Francia, pero cayó al mar a 18 kilómetros de la costa francesa cuando intentaba repostar su tabla, fracasando así en su intento que fue transmitido por varias cadenas de televisión. Su objetivo era mantener una velocidad promedio de 140 kilómetros por hora mientras viajaba a una altura de entre 15 y 20 metros sobre el agua.
En agosto de 2019 volvió a intentar cruzar el Canal de la Mancha con su Flyboard Air y esta vez sí lo consiguió. Zapata ascendió con su tabla en Sangatte, en la costa francesa y aterrizó alrededor de las 8:40 a. m. en la bahía de St. Margaret en Dover, Reino Unido. Zapata recorrió una distancia total de 35 kilómetros a una velocidad de 84 km/h.